# المترصدة
المترصدة ((بالإنجليزية: Swimfan))، فيلم إثارة نفسية من إنتاج عام 2002، من إخراج جون بولسون وتأليف تشارلز بوهل وفيليب شنايدر.ومن بطولة جيسي برادفورد، إريكا كريستنسن وشيري أبليبي.

## ملخص الفيلم
«بين كرونين» طالب في السنة النهائية للمرحلة الثانوية، له تاريخ في المشاكل وتعاطي المخدرات، بسبب دعم صديقته «إيمي ميلر» التي تقف إلى جانبه يتوقف عن كل ذلك، ويبدأ في الالتحاق بفريق السباحة، وينجح فيه حتى يصبح اللاعب الأول في الفريق، كما أنه يعمل بوظيفة مؤقتة في المستشفى؛ التي تعمل بها والدته، يتعرف بين على إحدى المعجبات المهووسات به وتدعي «ماديسون بيل» المنتقلة حديثا إلى المدرسة؛ التي تظل تطارده وتضعه في عديد من المشكلات التي تهدد مسيرته.

## طاقم العمل
- جيسي برادفورد بدور بن كرونين
- إريكا كريستنسن بدور ماديسون بيل
- شيري أبليبي بدور ايمي ميلر
- كيت بورتون بدور كارلا كرونين
- كلاين كروفورد بدور جوش

### التقييم النقدي
حصل الفيلم على نسبة إقبالٍ هي 14 بالمئة من النقاد بناءً على 91 مراجعة على موقع الطماطم الفاسدة بمتوسط 3.9/10.

## روابط خارجية
- المترصدة على موقع IMDb (الإنجليزية)
- المترصدة على موقع ميتاكريتيك (الإنجليزية)
- المترصدة على موقع روتن توميتوز (الإنجليزية)
- المترصدة على موقع نتفليكس (الإنجليزية)
- المترصدة على موقع قاعدة بيانات الأفلام العربية
- المترصدة على موقع ألو سيني (الفرنسية)
- المترصدة على موقع Turner Classic Movies (الإنجليزية)
- المترصدة على موقع أول موفي (الإنجليزية)
- المترصدة على موقع بوكس أوفيس موجو (الإنجليزية)
- المترصدة على موقع فيلمافينيتي (الإسبانية)